# Mädchen, Mädchen (2001)
Mädchen, Mädchen ist eine deutsche Teenie-Komödie von Dennis Gansel aus dem Jahr 2001. 2004 erschien die Fortsetzung Mädchen, Mädchen 2 – Loft oder Liebe.

## Handlung
An ihrem 18. Geburtstag trifft die blonde Inken in der Umkleidekabine ihrer Volleyballmannschaft ihre beiden Freundinnen Victoria, genannt Vicky, und Lena. Dabei müssen die drei mit anhören, wie die eingebildete Chayenne – eine Spielerin der Gegenmannschaft – einer Freundin gegenüber mit ihrer Orgasmusfähigkeit prahlt. Prompt verliert das Team der drei haushoch gegen Chayennes. Inken erhält zum Geburtstag von Vickys Mutter, einer Sexualtherapeutin, ein Video, in dem Frauen von ihren Orgasmuserlebnissen erzählen. Staunend stellen die Mädchen fest, was ihnen bisher wohl völlig entgangen ist.
Am Abend nehmen die drei an einer Party teil, die ihre Teamkollegin Julia in ihrem Haus abhält. Während Vicky in der Küche wilden Sex mit einem Fremden hat, zieht sich Inken mit ihrem Freund Tim ins Schlafzimmer zurück. Dieser ist von ihrer Erklärung, sie hätte noch nie einen Orgasmus gehabt, schockiert und gibt sich besondere Mühe. Als es ihm dennoch nicht gelingt, sie zum Höhepunkt zu bringen, versucht er, sie zu überzeugen, dass sie einen erlebt, aber nicht erkannt habe. Lena verguckt sich in Nick, der mit seiner Band ebenfalls an der Party teilnimmt. Vom fiesen „Schädel“ wird sie vor ihm in eine peinliche Situation gebracht. Doch Nick erweist sich als verständnisvoll und die beiden kommen ins Gespräch. Als Inken nach Hause kommt, bemerkt sie, dass ihr Vater offensichtlich gerade ein intimes Rendezvous in seinem Schlafzimmer hat. Sie zieht sich in den Garten zurück, wo sie sich mit ihrem Nachbarn Flin unterhält.
Am nächsten Tag testet Inken ihr neues Fahrrad und erlebt eine angenehme Überraschung: Sie hat ihren ersten Orgasmus an eine Straßenlaterne gelehnt. Nachdem sie Tim für seine dreiste Lüge in die Wüste geschickt hat, berichtet sie aufgeregt ihren Freundinnen davon. Vicky gesteht nun ebenfalls, dass auch sie, bei aller sexueller Erfahrung, noch keinen Orgasmus vorzuweisen hat. Die drei Mädchen versuchen daraufhin, das Fahrraderlebnis zu wiederholen, jedoch ohne Erfolg.
Lena hat ihr erstes Date mit Nick. Die beiden küssen sich. Vicky überlegt, lesbisch zu werden, und meldet sich in einem Chatroom an. Tatsächlich wird sie dort von „Joy“ angesprochen, der es gelingt, sie durch virtuelle Stimulation und Selbstbefriedigung zum Orgasmus zu bringen. Als Vicky schließlich erschöpft nach einem Bild von ihr fragt, bekommt „Joy“ allerdings kalte Füße, denn tatsächlich handelt es sich um ihren Bekannten Dirk, der schon lange ein Auge auf Vicky geworfen hat. In Panik schickt er ihr stattdessen ein Anzeigenbild, das zufällig die neue Freundin von Inkens Vater, Christine („die Frau aus der Margarinewerbung“), zeigt.
Lena ist mit Nick im Proberaum seiner Band verabredet. Doch als sie unbemerkt dort eintrifft, wird sie Zeuge, wie Nick mit seinen Kumpels ihre sexuelle Unerfahrenheit zum Songthema macht. Nick entdeckt Lena, doch diese verlässt eilig das Gelände.
Vicky und Inken schalten eine Anzeige mit eindeutigem Inhalt: Inken will endlich einen Mann, der ihr einen Orgasmus bescheren kann. Als sie in der Bar vor dem vermeintlichen Date den Anzeigetext wiederholt, stellt sich dieser allerdings als der Falsche heraus. Wenig später steht ihr tatsächliches Date vor ihr. Nervös nimmt sie ihn mit nach Hause, wo ihr Rendezvous von Flin beobachtet wird. Gerade entschlossen, das Ganze abzublasen, stellt sie jedoch fest, dass ihr Date sich einen Penisring aus Stahl angelegt hat, den er nun nicht mehr entfernen kann. Ihr Vater entdeckt die beiden und erklärt sich sofort bereit, dem jungen Mann zu helfen. In dieser kompromittierenden Situation wird er von Christine überrascht.
Als diese entsetzt aus dem Haus stürmt, trifft sie dort auf Vicky, die glaubt, ihre Internetbekanntschaft „Joy“ vor sich zu haben. Christine schüttelt sie jedoch ab.
Die drei Freundinnen sind frustriert und zweifeln an dem tatsächlichen Sinn von Sex und Orgasmen. Dennoch ziehen sie am Abend los, um an einer Party teilzunehmen. Mit Potenzpillen gelingt ihnen hierbei eine Rache an „Schädel“, die ausgerechnet Julia zu ihrem Vorteil nutzt. Derweil kommen sich Tim und Chayenne näher. Nick versucht, auf Lena zuzugehen, findet jedoch nicht die richtigen Worte. Schließlich wollen die drei Mädchen sich enttäuscht auf den Heimweg machen. Doch Nick springt auf die Bühne und macht Lena eine musikalische Liebeserklärung. Die beiden küssen sich. Inken geht auf Flin zu und erklärt ihm, dass sie, selbst ohne Orgasmus, gerne mit ihm zusammen wäre. Doch dieser scheint enttäuscht von ihren Worten und lenkt ein, dass er fürchtet, sie würden ihre Freundschaft zerstören. Die beiden umarmen sich. Vicky macht sich allein auf den Heimweg. An der Bushaltestelle trifft sie auf Dirk, der ihr eröffnet, Joy zu sein. Entsetzt springt Vicky in das wartende Taxi, doch nach wenigen Metern stoppt sie es und fordert Dirk auf, einzusteigen.
Inken, die mit dem Fahrrad auf dem Heimweg ist, nähert sich erneut einem Höhepunkt, als sie im Dunkeln einen anderen Radfahrer rammt. Dieser entpuppt sich als das vermeintliche Blind Date, dem sie einst das sexuell eindeutige Gedicht vorgetragen hatte. Nach dieser peinlichen Situation schieben die beiden ihre Fahrräder die dunkle Straße entlang und unterhalten sich.
In der Schlussszene sieht man die Mädchen beim Rückspiel gegen Chayennes Mannschaft. Diese scheint von ihrer unterirdischen Liebesnacht mit Tim so peinlich berührt, dass sie schlecht spielt, und die drei hochmotivierten Freundinnen können kräftig punkten. Auf den Rängen werden sie von ihren neuen Freunden bejubelt.

## Hintergrund
Die deutsche Teeniekomödie war einer der Überraschungserfolge des Filmjahres 2001. Bis Ende 2001 sahen in deutschen Kinos 1.778.841 Menschen den Film.
Der Titelsong (und die Musik zum Abspann) ist Mädchen müssen härter sein von Sotiria „Ria“ Schenk, später Sängerin der Band Eisblume.
Die Komödie wurde 2024 unter dem Titel Mädchen Mädchen unter der Regie von Martina Plura mit Kya-Celina Barucki als Inken, Julia Novohradsky als Vicky, Nhung Hong als Lena und Zoë Pastelle Holthuizen als Cheyenne neu verfilmt. Deutscher Kinostart ist der 3. Juli 2025.

## Filmkritik
„Inszeniert im einfallsarmen Stil einer Vorabend-Fernsehserie, kümmert sich der Film nie wirklich um die Nöte seiner Protagonistinnen, sondern liefert lediglich Unterhaltung auf unterstem Zoten-Niveau.“

„Leider musste [Regisseur Gansel] ein – nicht von ihm verfasstes – Skript verfilmen, das aus der Ausgangssituation lediglich krudes Kapital schlägt […] Immer wenn eine Entscheidung zwischen Generationenportrait und präpubertärem Blödsinn fällig war, wählte man letzteres. Und begrub die Geschichte unter schlüpfrigen Gags. Schade um die wirklich sehenswerten Hauptdarstellerinnen. Der Film mag trotzdem ein echter Brüller sein – für Nach-dem-Sandmännchen-ins-Bett-gehen-Müsser...“

„Professionell agieren die überzeugenden Hauptdarstellerinnen in dieser rasant inszenierten Teeniekomödie, die den amerikanischen College-Filmen nachempfunden ist. Die Sehnsucht nach dem geeigneten Sexualpartner wird in immer neuen, unerwarteten Wendungen erzählt. In knappen, gut gesetzten Dialogen, treffender Gestik und fast fieberhaftem Tempo spiegelt sich Teenager-Alltag zwischen Schule, Elternhaus und Freunden. Aus der Perspektive der Protagonistinnen spielt der Film gekonnt mit Klischees, ohne platt zu werden. Für das Bild einer sexuell erfüllten Frau finden sich amüsante filmische Umsetzungen, die durch die atemlose und einfallsreiche Erzählform Kurzweil erzeugen. Prädikat: wertvoll.“

„Dümmer gehts nimmer. Irgendwann wird allen Beteiligten dieser Film mal wahnsinnig peinlich sein, aber dann ist es zu spät. Selbst schuld!“